# Ваблинский сельсовет
Ва́блинский сельсовет — муниципальное образование со статусом сельского поселения в Конышёвском районе Курской области Российской Федерации.
Административный центр — село Вабля.

## История
В 1954 году к Ваблинскому сельсовету был присоединён Рыжковский сельсовет. В 1977 году из Ваблинского сельсовета был выделен Рыжковский сельсовет.
Статус и границы сельсовета установлены Законом Курской области от 21 октября 2004 года № 48-ЗКО «О муниципальных образованиях Курской области».
Законом Курской области от 26 апреля 2010 года № 26-ЗКО в состав сельсовета включены населённые пункты упразднённых Рыжковского и Жигаевского сельсоветов.

## Население
| 2002 | 2010 | 2012 | 2013 | 2014 | 2015 | 2016 |
| ---- | ---- | ---- | ---- | ---- | ---- | ---- |
| 366  | ↗770 | ↘703 | ↘655 | ↘619 | ↘587 | ↘562 |
| 2017 | 2018 | 2019 | 2020 | 2021 |      |      |
| ↘541 | ↘520 | ↘501 | ↘472 | ↗609 |      |      |

## Состав сельского поселения
| № | Населённый пункт | Тип населённого пункта       | Население |
| - | ---------------- | ---------------------------- | --------- |
| 1 | Вабля            | село, административный центр | ↘157      |
| 2 | Вожово           | деревня                      | ↘29       |
| 3 | Волково          | село                         | ↘86       |
| 4 | Жигаево          | село                         | ↘258      |
| 5 | Лукьянчиково     | деревня                      | ↘42       |
| 6 | Орлянка          | посёлок                      | ↘12       |
| 7 | Рассвет          | деревня                      | ↘45       |
| 8 | Рыжково          | село                         | ↘141      |

## Главы сельсовета
- Поздняков Александр Васильевич (2010—2015)
- Маковнев Владимир Анатольевич (2015—)